# Coupe d'Angleterre de football 1913-1914
Navigation
Coupe d'Angleterre 1912-1913 Coupe d'Angleterre 1914-1915
La Coupe d'Angleterre de football 1913-1914 est la 43e édition de la Coupe d'Angleterre, la plus ancienne compétition de football, la Football Association Challenge Cup (généralement connue sous le nom de FA Cup).
Burnley FC remporte la compétition pour la première fois de son histoire, battant Liverpool en finale sur le score de 1 à 0 à Crystal Palace à Londres.

## Compétition

### Quarts de finale
Les quarts de finale ont lieu le 7 mars 1914.
| Équipe 1        | Résultat | Équipe 2            |
| --------------- | -------- | ------------------- |
| Sunderland      | 0 - 0    | Burnley             |
| Liverpool       | 2 - 1    | Queens Park Rangers |
| Manchester City | 0 - 0    | Sheffield United    |
| The Wednesday   | 0 - 1    | Aston Villa         |

Premiers match d'appui :
| Équipe 1         | Résultat | Équipe 2        |
| ---------------- | -------- | --------------- |
| Sheffield United | 0 - 0    | Manchester City |
| Burnley          | 2 - 1    | Sunderland      |

Deuxième match d'appui le 16 mars 1914 :
| Équipe 1         | Résultat | Équipe 2        |
| ---------------- | -------- | --------------- |
| Sheffield United | 1 - 0    | Manchester City |

### Demi-finales
Les demi finales ont lieu le 28 mars 1914, tous les matchs ont lieu sur terrain neutre.
| Équipe 1  | Résultat | Équipe 2         |
| --------- | -------- | ---------------- |
| Burnley   | 0 – 0    | Sheffield United |
| Liverpool | 2 - 0    | Aston Villa      |

Matchs d'appui le 1 avril 1914.
| Équipe 1 | Résultat | Équipe 2         |
| -------- | -------- | ---------------- |
| Burnley  | 1 – 0    | Sheffield United |

### Finale
| Finale de la coupe d'Angleterre 1913-1914 | Burnley | 1 – 0   | Liverpool | Crystal Palace, Londres |                      |
| 25 avril 1914                             |         | (0 – 0) |           | Spectateurs : 72 778    | Spectateurs : 72 778 |